# Prehistòria d'Europa

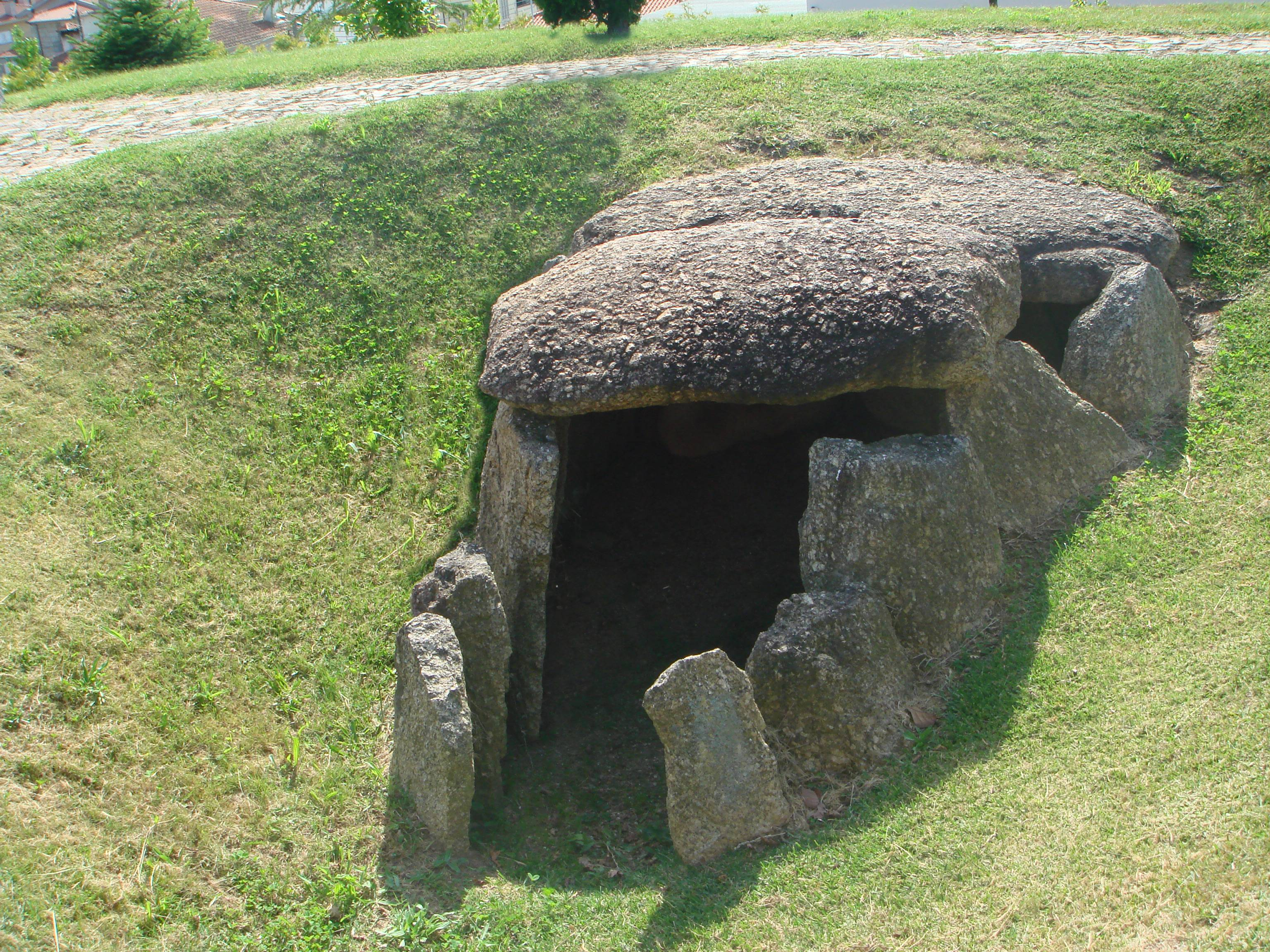
Dolmen de Lamas, Braga, Portugal

La prehistòria d'Europa es refereix a l'estudi del període prehistòric en el continent europeu, és a dir, des del Paleolític inferior fins a l'adopció de l'escriptura, una cosa que no es va produir simultàniament en les diferents regions del continent. Segons les últimes troballes, abastaria un interval temporal de més d'un milió d'anys, ocupats en la seva major part per l'edat de pedra, durant la qual es van succeir quatre espècies d'homínids diferents. Entre els complexos tecnologicoestilístics de l'edat de pedra, trobem des de grups d'homínids amb artefactes primitius que habitaven en coves, a societats agrícoles que posseïen sofisticades eines lítiques i construïen assentaments fortificats.
A partir del començament de l'edat dels metalls, amb el calcolític, a Europa es distingiran clarament dues àrees culturals diferenciades: d'una banda, en el sud-est i sud-oest es van desenvolupar civilitzacions comparables a les històriques d'Egipte i l'Orient Pròxim; per un altre, bona part d'Europa central i nòrdica va continuar una trajectòria més lenta, de manera que, a les àrees escandinaves, la prehistòria va durar pràcticament fins a l'inici de l'edat mitjana.

## Edat de pedra

### Paleolític
Els primers éssers humans van arribar al continent provinents de l'Orient Mitjà i, a causa del refredament del clima, es van refugiar als països del sud, perdent contacte amb els seus veïns, com proven les restes d'Homo antecessor que difereixen de les troballes africanes.
L'edat de pedra europea neix amb l'acheulià, cap al 500000 aC, de nou per influència oriental. Una variant autòctona (controvertida) seria el clactonià. El primer grup propi d'Homo sapiens o anatòmicament modern és el châtelperronià, cap al 30000 aC. Una mica posterior és el gravetià.
En el Paleolític superior es troba el magdalenià, que va arribar a terres catalanes, i el solutrià, que destaca per l'ús del vermell per a decorar objectes (un pigment que serà dels predominants en l'art rupestre). Cap al 10500 aC va aparèixer l'azilià, una cultura que es va imposar en bona part del continent.

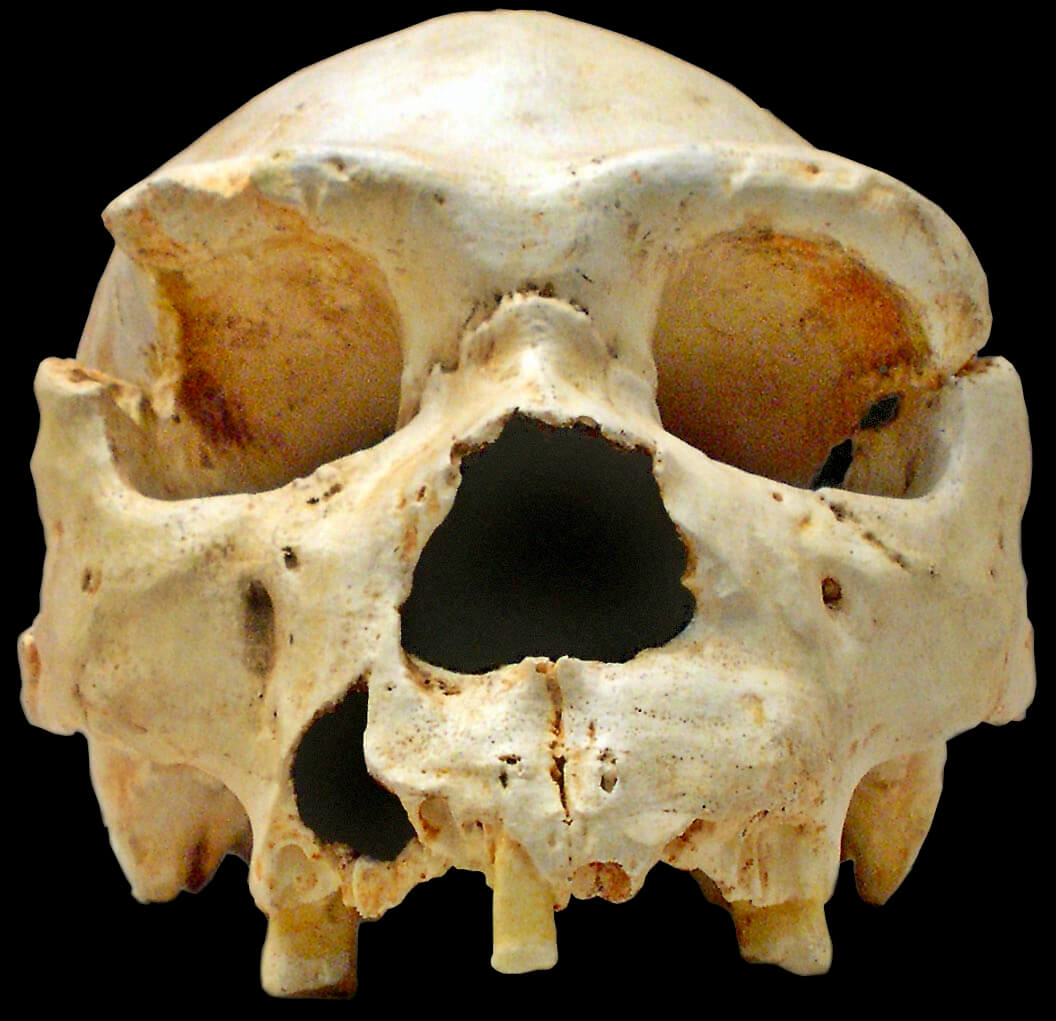
Homo heidelbergensis. Crani número 5 de l'avenc dels Ossos, Atapuerca, Espanya. La seva corresponent mandíbula va aparèixer, gairebé intacta, anys després, molt a prop del lloc de la troballa

Fins fa poc, els arqueòlegs dataven l'aparició de l'ésser humà a Europa a l'entorn dels 500000-600000 anys abans del present (AP). Pensaven que s'agrupava en petites hordes de caçadors-recol·lectors pertanyents a l'espècie Homo erectus: a la Baixa Silèsia (Polònia), havien estat trobats restes del gènere Homo juntament amb primitives eines de pedra d'uns cinc-cents mil anys d'antiguitat, així com restes d'Homo erectus més recents. Les troballes del Paleolític inferior a la península Ibèrica eren molt escasses, encara que s'havien trobat pedres tallades amb una antiguitat semblant. No obstant això, els descobriments realitzats a la serra d'Atapuerca, propera a Burgos, han canviat radicalment els esquemes establerts. En primer lloc, l'any 1994, durant una prospecció efectuada a l'avenc anomenat Gran dolina, van aparèixer les restes de l'homínid més antic trobat fins llavors a Europa, la datació del qual se situa a l'entorn dels 800000-780000 anys AP. Aquests fòssils han estat classificats en una nova espècie denominada Homo antecessor i les seves indústries lítiques associades poden tenir una antiguitat de més d'un milió d'anys. Després, el 2007, van recuperar de l'avenc de l'Elefant una mandíbula d'entre 1,3-1,2 milions d'anys AP pertanyent a un provisionalment denominat Homo sp.
H. antecessor ha estat catalogat com la baula intermèdia entre Homo erectus i Homo heidelbergensis, avantpassat de l'Homo neanderthalensis, considerat fins fa poc com a descendent directe de l'Erectus. Així semblen demostrar-ho les restes de més de trenta-dos individus trobats a l'avenc dels Ossos d'Atapuerca (datats aproximadament en 300.000 anys), que presenten alguns trets semblants als dels neandertals.
El Paleolític mitjà és un període associat a l'Homo neanderthalensis, espècie característica d'Europa, així com d'algunes regions del Nord d'Àfrica i del Pròxim Orient. Anàlisis d'emplaçaments demostren que alguns Neandertals van ser hàbils caçadors en grup, capaços de matar grans mamífers característics del clima fred del Paleolític i treballar la carn, ossos i pell mitjançant eines especialitzades. En el treball de la pedra, es va generalitzar el mètode Levallois, mitjançant el qual es va produir la denominada indústria musteriana, les peces de la qual més típiques serien la punta de llança, la rascadora i els denticulats.

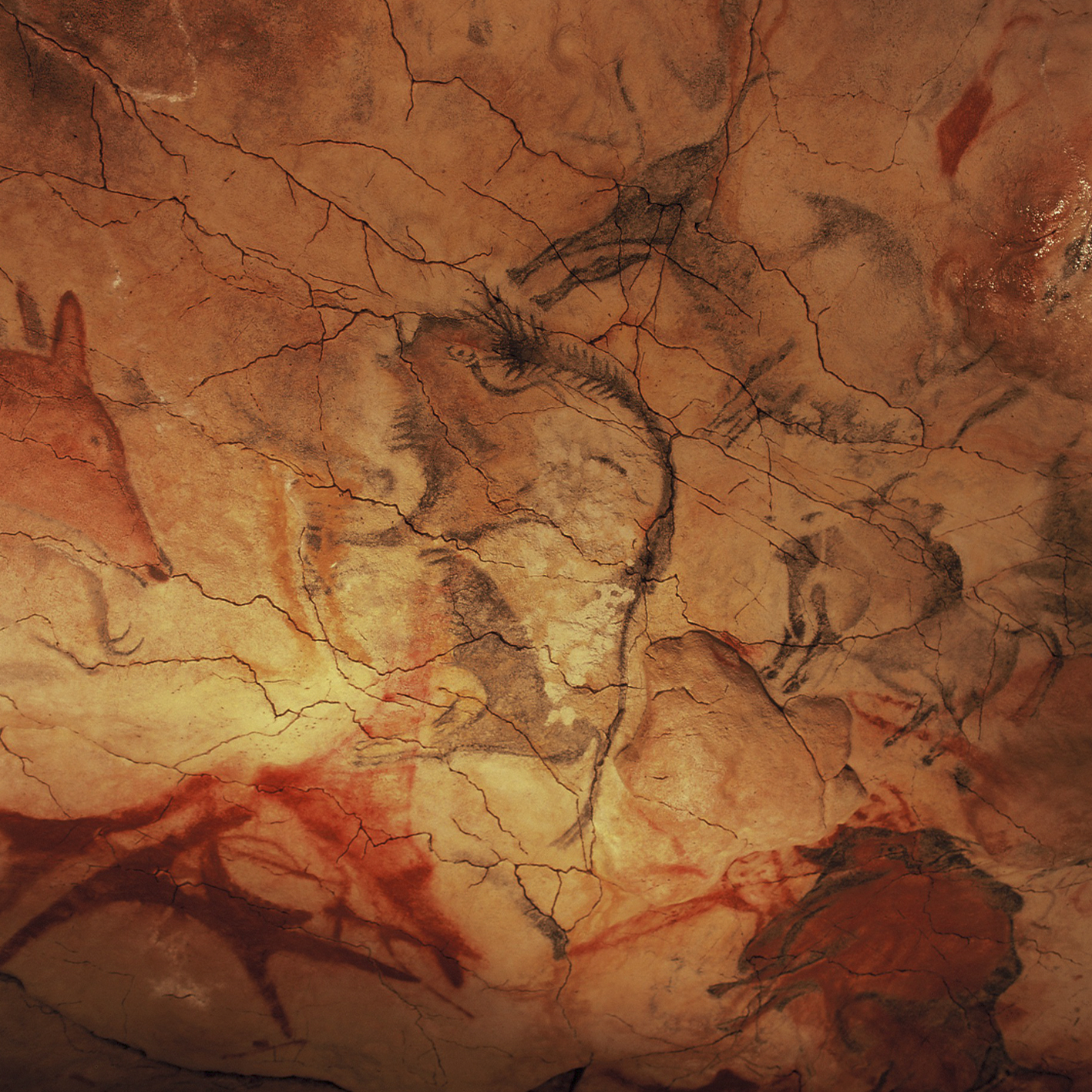
Pintura rupestre d'un dels bisons del sostre de la cova d'Altamira, Espanya

L'arribada d'Homo sapiens va donar començament al Paleolític superior, que va durar aproximadament des del 40000 fins al 12000 AP. Probablement, al principi del període van coexistir amb els Neandertals, però els humans moderns els van acabar desplaçant. Aquests estaven especialitzats en la caça de grans animals, als quals, a vegades, dirigien fins a paranys en els quals morien grups sencers. Les seves necessitats nutricionals van estar cobertes, principalment, per carn durant els milers d'anys en els quals la vegetació europea va estar limitada a tundra i estepa, amb bona part del continent cobert per gel i neu durant llargs períodes. Cap al final, amb el magdalenià, es va aconseguir el clímax en el perfeccionament i sofisticació dels mètodes productius d'artefactes de sílex, os i asta, i en són característics els arpons, els bastons de comandament i nombrosos elements de l'art moble. Va ser també el moment cim de l'art rupestre. Hi ha diversos jaciments amb enterraments múltiples, que contenen alguns esquelets de nans i de nens deformes, la qual cosa suggereix que el sacrifici humà podia ser un costum ritual a l'Europa d'aquest període.

### Epipaleolític-mesolític

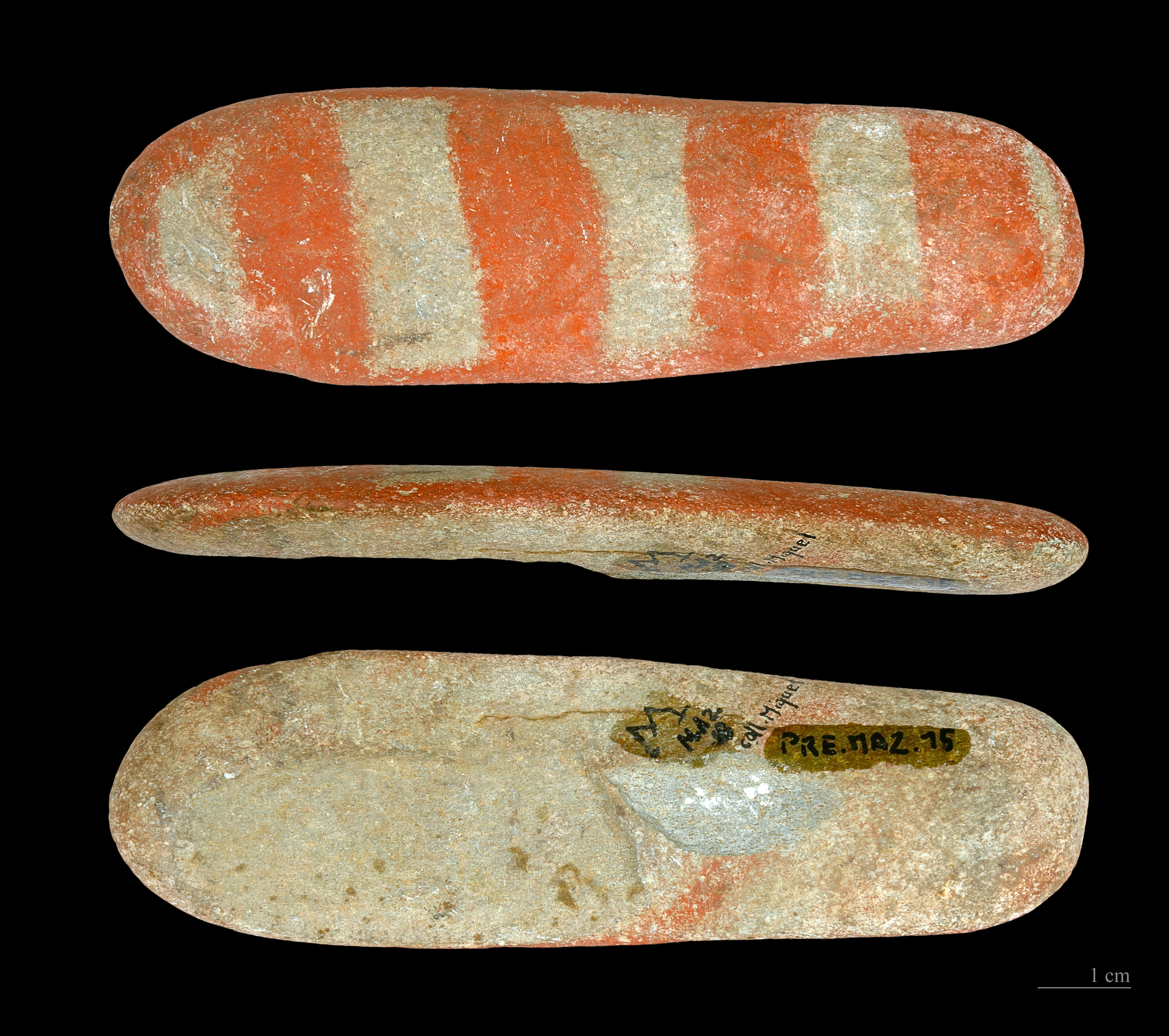
Objecte pintat trobat a la cova de Mes d'Azil, França (12000-9500 AP)

L'Epipaleolític-mesolític començaria amb la transició del Plistocè a l'Holocè, fa uns 12.000 anys, i acabaria amb l'adopció de l'agricultura-ramaderia, la cronologia de la qual varia d'unes regions a d'altres d'Europa. És l'últim període en el qual la producció de menjar va estar enterament basada en la caça-recol·lecció. A causa del canvi climàtic corresponent al final de la glaciació Würm, es van desenvolupar complexos ecosistemes forestals i aquàtics que van alterar la biodiversitat anterior, la qual cosa va provocar l'adopció de noves estratègies de caça i pesca. Les dones s'encarregaven de la recol·lecció d'arrels, herbes, fruita seca, ous, mol·luscs, fruita o mel, productes que probablement van tenir un major pes en la dieta que els obtinguts mitjançant la caça.
Els artefactes es van fabricar amb pedra, ossos o fusta, mentre que el cuir o algunes plantes servien per a vestits, cordes i canastres. Les eines van tendir a fer-se cada vegada més petites (micròlits) i incloïen delicats utensilis com hams i agulles de costura. Amb ambre, es van fabricar figuretes d'animals. Almenys durant les fases finals, els morts van ser enterrats en tombes i dotats amb objectes familiars, tal com ho demostra una tomba de Skierniewice, que data del 5500 aC, està en bon estat i, aparentment, pertanyia a un artesà.

### Neolític
El neolític a Europa abasta des de l'adopció de l'agricultura i la ramaderia (cap al VIII mil·lenni aC) a la invenció de la metal·lúrgia.
Mentre Europa occidental seguia el model del sauveterrià, la revolució neolítica s'iniciava a Grècia i les illes del Mediterrani, fet que marca una divisió important en el desenvolupament del continent que influirà en la història posterior de l'edat antiga. A la península Ibèrica, un avenç similar no es produirà fins a l'arribada de la cultura del vas campaniforme, el 2000 aC.
Això va fer que, al final del Neolític, es distingissin a Europa cinc regions culturals diferenciades: les que van florir a les ribes del Danubi (destaca la tardana cultura de Boian), les que es van crear a la Mediterrània, l'àrea Dimini-Vinca, els pobles d'Ucraïna i els seus voltants i diverses tribus aïllades a l'Atlàntic.
Malgrat aquesta diversitat, existeixen trets comuns en les cultures neolítiques europees, com les comunitats basades en famílies extenses, l'ús extensiu de les destrals amb punxes de pedra i de la terrissa, així com una dieta comuna centrada en els productes agrícoles barrejats amb la caça i la recol·lecció que es mantenien de períodes anteriors.
Segons la visió tradicional, l'adopció de les maneres de vida productores (cultius i pasturatge) a Europa seria deguda a la influència de les cultures de l'Orient Pròxim. Els grups neolítics van començar a basar la seva alimentació en el cultiu de blat, ordi i sègol, a l'una que domesticaven cabres, ovelles i bous, així com ases, cavalls o rens. També van començar a sedentaritzar-se, i apareixen els primers poblats a prop de corrents d'aigua.
Associats a aquest període, estan la invenció de la ceràmica, de l'arada, la falç, el molí de mà per a moldre cereals, així com els primers teixits fets de lli i llana. La mineria del sílex representa la major indústria d'aquest període, però també s'extreien obsidiana o variscita (mines de Can Tintorer a Gavà). Els útils de pedra lluent van substituir en part (però no completament) els de pedra tallada, i les manifestacions artístiques es van reduir, canviant-ne de tipologia radicalment.
Les cremes de boscos per a obtenir terres de cultiu i pastures es van generalitzar, i es reduí per primera vegada la superfície arbrada per una causa antròpica. Encara que molts cultius es plantaven en horts immediats als habitatges, el blat i l'ordi solien ser conreats en petits camps propers, amb la qual cosa l'àrea usada per un sol assentament podia tenir un radi d'uns 5 km. Les comunitats agràries de la cultura del Danubi estaven en contacte amb unes altres i intercanviaven béns a través de llargues distàncies, com l'ambre del Bàltic, que arribava fins al Mediterrani.
Un dels grups culturals més significatius seria el de la ceràmica de bandes, a l'Europa central: van formar grans comunitats rurals; mantenien bestiar, conreaven cereals i produïen una terrisseria característica. Des de la península Ibèrica, es va estendre a partir del 2900 aC el vas campaniforme, el límit d'expansió oriental del qual va ser el sud-est de Polònia. Associats al vas campaniforme, hi ha una sèrie d'elements nous (com els coneixements metal·lúrgics o els enterraments individuals) que es van estendre per tot Europa al costat d'aquell.

## Després de l'edat de pedra
Amb el calcolític, arriba una nova onada de migracions asiàtiques que fan canviar les tècniques i costums dels habitants locals. Sembla que va ser llavors quan van aparèixer els indoeuropeus, però la zona d'origen n'és controvertida (com es resumeix en les hipòtesis d'Urheimat).
La cultura d'El Argar sembla la primera representant de l'edat de bronze plena (1800 aC) i amb un focus centralitzat. Un parell de segles després, va començar a florir la civilització micènica, de gran irradiació, mentre a la resta del continent predominava el període del túmul, anomenat així per la forma d'enterrament dels morts.
Cap al 1100, s'inicia l'ús massiu del ferro, iniciant-se al mar Egeu, que va permetre més endavant la creació de la cultura de Hallstatt, una de les més rellevants del període. Als segles VIII i VIII aC, es torna a viure un període d'intercanvis al Mediterrani, amb les colònies de fenicis i grecs. Aquests pobles van començar a abandonar la prehistòria; en canvi, la resta d'Europa encara trigaria un temps a descobrir els avenços de la civilització, centrant-se en la cultura de La Tène, probablement la darrera aportació genuïnament europea de la prehistòria.

## Prehistòria per regió europea
- Prehistòria de la península Ibèrica.
- Prehistòria als Països Catalans.
- Prehistòria occitana.
- Prehistòria a Xipre.
- Prehistòria escandinava.
- Prehistòria a França.
- Prehistòria als Balcans.
- Gran Bretanya prehistòrica.
- Prehistòria a Itàlia.